# 毛羅站
毛羅站（：／ Mora yeok */?）是釜山地鐵2號線沿線的一座地下車站，位於韓國釜山廣域市沙上區毛羅洞。

## 車站結構
站體為2面2線側式月台的地下車站，候車月台設有月台幕門，並有4處出口。

### 月台配置
| 毛德 ↑ |
| \| 上  |
| ↓ 龜南 |

| 月台 | 路線               | 目的地                             |
| ---- | ------------------ | ---------------------------------- |
| 上行 | ●釜山都市铁道2号线 | 沙上、西面、大淵、金蓮山、萇山方向 |
| 下行 | ●釜山都市铁道2号线 | 德川、湖浦、梁山方向               |

## 歷史
- 1999年6月30日：落成啟用。

## 車站周邊
- 江西大橋
- 毛羅郵局
- 毛羅中學
- 北區廳
- 北釜山登記所
- 毛羅1洞派出所
- NH農協銀行（朝鲜语：NH농협은행）毛羅洞分行

## 相鄰車站
釜山交通公社
●釜山都市铁道2号线
毛德（229）－毛羅（230）－龜南（231）